# Heartbeat (Wendy-Waldman-Lied)
Heartbeat ist ein Lied von Wendy Waldman aus dem Jahr 1982, mitgeschrieben von Eric Kaz, für ihr Album What Way to Main Street. 1986 coverte der amerikanische Schauspieler und Sänger Don Johnson den Song für sein gleichnamiges Debütalbum von 1986, wobei ein Musikvideo zu dem Song mit der Schauspielerin Lori Singer veröffentlicht wurde. Ebenfalls vor Johnsons Version coverte die australisch-amerikanische Sängerin Helen Reddy den Song für ihr Studioalbum Imagination von 1983. Chas Sanford produzierte Johnsons Version von dem Song.

## Geschichte
Heartbeat wurde weltweit am 19. August 1986 veröffentlicht und wurde in vielen Ländern ein großer Erfolg; zuvor war Don Johnsons schauspielerischer Durchbruch 1984 als Sonny Crockett in Miami Vice gelungen.
Der Hit ist 4:18 Minuten lang, erschien auf dem gleichnamigen Album, und auf der B-Seite befand sich das Stück Can’t Take Your Memory.
Der Song handelt von einem Mann, der sich in eine für ihn unerreichbare Frau verliebt hat.

## Musikvideo
Das Musikvideo wurde in Miami gedreht. Zu Beginn des Videos geht Don Johnson durch eine Menschenmenge und hält eine Kamera in einer Hand, einige von den Menschen streiken. Kurz darauf singt er mit Studiomusikern den Song auf einer Bühne. Während er den Song darbietet, wird die Handlung in Zwischenszenen fortgesetzt. Er blickt aus einem Fenster und sieht Menschen, welche vor einem Feuer wegrennen. In der Stadt filmt Johnson zur Unterstreichung der Handlung des Liedes eine Frau, während ein paar Leute fahrradfahren und ein Polizeiwagen vorbeifährt. Als er erkennt, dass ein Geländewagen explodiert, rettet er die Person, die neben dem Geländewagen stand. Wieder im Büro, entwickelt Johnson den Film und sieht ihn sich an, während sich im Clip viele Szenen wiederholen.

## Coverversionen
- 1983: Helen Reddy
- 1989: Mr. Mister
- 1997: Ice-T
- 1998: Verena von Strenge
- 2004: Bon Jovi